# Gelis ottawaensis
Gelis ottawaensis là một loài tò vò trong họ Ichneumonidae.